# 자말 윌키스

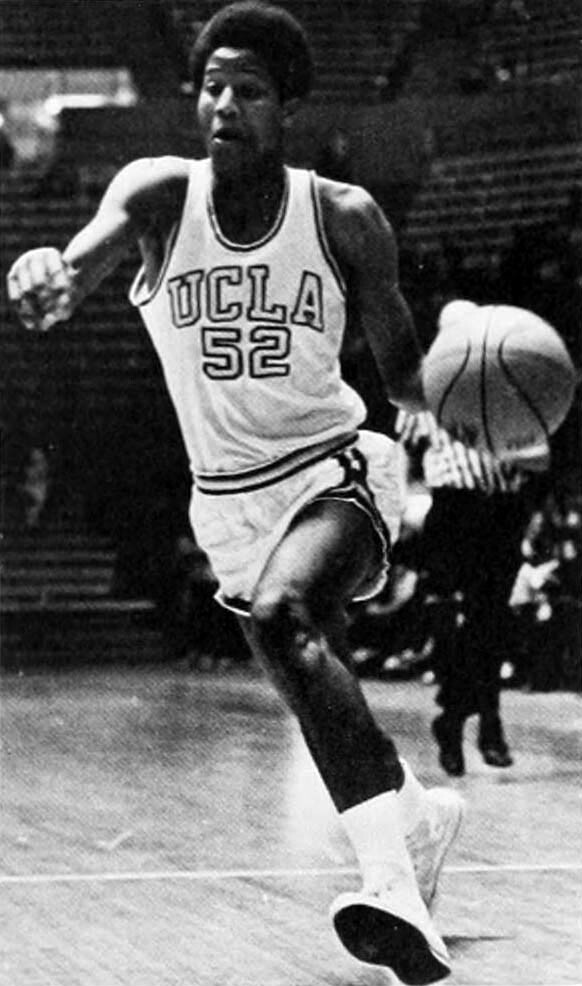

자말 윌키스(Jamaal Wilkes)로 더 잘 알려진 자말 압둘라티프(Jamaal Abdul-Lateef), 자말 키스 윌키스(Jackson Keith Wilkes, 1953년 5월 2일 ~ )는 전미 농구 협회(NBA)의 스몰 포워드였던 미국의 전직 농구 선수이다. NBA 올스타에 세 차례 선정된 그는 골든스테이트 워리어스와 로스앤젤레스 레이커스에서 NBA 챔피언십을 4번이나 우승했다. "실크"라는 별명을 가진 그는 네이스미스 기념 농구 명예의 전당에 헌액되었다.
윌키스는 UCLA 브루인스에서 대학 농구를 했다. 두 번의 컨센서스 1군 올 아메리칸 선수였으며 존 우든 코치 밑에서 NCAA 챔피언십을 두 번 우승했다. 1974년 NBA 드래프트 1라운드에서 골든스테이트에 지명되었다. 워리어스에서의 첫 시즌에 그는 NBA 올해의 신인상을 수상했으며 팀이 리그 타이틀을 획득하도록 도왔다. 윌키스는 Lakers와 함께 NBA 챔피언십을 세 번 더 우승했다. 그의 저지 No. 52는 브루인스와 레이커스에 의해 영구 결번 (스포츠)되었다.

## 경력
- 1974-1977: 골든스테이트 워리어스
- 1977-1985: 로스앤젤레스 레이커스
- 1985년: 로스앤젤레스 클리퍼스